# زدآی‌ال-۱۱۴
زدآی‌ال-۱۱۴ (ZIL-۱۱۴) خودرویی است که در سال‌های ۱۹۶۷–۱۹۷۸ تولید شده‌است.
این خودرو در کلاس خودرو لوکس قرار گرفته، طراحی آن خودروهای موتور جلو-محور عقب بوده‌است.